# Сторм, Джером
Джером Сторм (англ. Jerome Storm, 11 ноября 1890, Денвер, Колорадо — 10 июля 1958, Дезерт-Хот-Спрингс, Калифорния, США) — американский кинорежиссёр
, актёр и сценарист.

## Биография
Начал свою карьеру, как театральный актёр, но вскоре решил окунуться в мир немого кино, поскольку считал, что в нём больше шансов добиться успеха.
В 1915 году присоединился к группе актёров, кинематографистов и продюсеров, среди которых Дэвид Гриффит, Томас Инс и Мак Сеннет, создавших киностудию «Triangle Film Corporation», одну из первых действующих кинокомпаний в Голливуде.
Благодаря содействию Томаса Инса ему была предоставлена возможность попробовать свои силы в качестве режиссёра. Достигнув определенной популярности, Д. Сторм решил создать собственную продюсерскую компанию Storm Pictures, которая, однако, просуществовала недолго.
Между 1914 и 1941 годами снялся в 50 фильмах. С 1918 по 1932 год выступил режиссёром 47 кинофильмов. Создал 6 сценариев.

## Избранная фильмография
- The Primal Lure (1916)
- Somewhere in France (1916)
- The Bride of Hate (1917)
- His Mother’s Boy (1917)
- The Iced Bullet (1917)
- Keys of the Righteous (1918)
- The Family Skeleton (1918)
- The Biggest Show on Earth (1918)
- A Desert Wooing (1918)
- The Girl Dodger (1919)
- Greased Lightning (1919)
- The Busher (1919)
- Hay Foot, Straw Foot (1919)
- Bill Henry (1919)
- The Egg Crate Wallop (1919)
- Crooked Straight (1919)
- Red Hot Dollars (1919)
- Alarm Clock Andy (1920)
- Paris Green (1920)
- Homer Comes Home (1920)
- Арабская любовь (1922)
- The Rosary (1922)
- Truxton King (1923)
- Сент-Элмо / St. Elmo (1923)
- Madness of Youth (1923)
- Good-By Girls! (1923)
- The Siren of Seville (1924)
- The Goldfish (1924)
- Some Pun’kins (1925)
- Along Came Auntie (1926)
- Sweet Adeline (1926)
- Ladies at Ease (1927)
- The Swift Shadow (1927)
- Dog Law (1928)
- Law of Fear (1928)
- Dog Justice (1928)
- Fangs of the Wild (1928)
- Tracked (1928)
- Captain Careless (1928)
- Courtin' Wildcats (1929)
- The Racing Strain (1932)
- So This Is Africa (1933)
- Rainbow Ranch (1933)
- Diamond Trail (1933)

## Режиссёр
- Keys of the Righteous (1918)
- Naughty, Naughty! (1918)
- The Family Skeleton (1918)
- The Biggest Show on Earth (1918)
- A Desert Wooing (1918)
- The Vamp (1918)
- The Girl Dodger (1919)
- Greased Lightning (1919)
- The Busher (1919)
- Hay Foot, Straw Foot (1919)
- Bill Henry (1919)
- The Egg Crate Wallop (1919)
- Crooked Straight (1919)
- Red Hot Dollars (1919)
- Alarm Clock Andy (1920)
- Homer Comes Home (1920)
- Paris Green (1920)
- The Village Sleuth (1920)
- Peaceful Valley (1920)
- An Old Fashioned Boy (1920)
- Her Social Value (1921)
- The Rosary (1922)
- Арабская любовь (1922)
- Honor First (1922)
- A California Romance (1922)
- Truxton King (1923)
- Goodbye Girls (1923)
- Madness of Youth (1923)
- Children of Jazz (1923)
- St. Elmo (1923)
- The Goldfish (1924)
- The Siren of Seville (1924)
- The Brass Bowl (1924)
- Some Pun’kins (1925)
- Sweet Adeline (1926)
- Ladies at Ease (1927)
- Ranger of the North (1927)
- The Swift Shadow (1927)
- Fangs of the Wild (1928)
- Law of Fear (1928)
- Dog Justice (1928)
- Captain Careless (1928)
- Dog Law (1928)
- Tracked (1928)
- The Yellowback (1929)
- Courtin' Wildcats (1929)
- The Racing Strain (1932)

## Сценарист
- Her Social Value (1921)
- Along Came Auntie (1926)
- Should Husbands Pay? (1926)
- Wise Guys (1926)
- Raggedy Rose (1926)
- Galloping Ghosts (1928)